# Griko
O griko ou grico (em grego: Γκραίκο ou Γκρίκο) é um dialeto do grego falado na Itália Meridional, a que os gregos chamam Katoitaliótika (Κατωιταλιώτικα; "italiano meridional") ou Grekánika (Γρεκάνικα).